# Gomphrenoideae
Die Gomphrenoideae sind eine Unterfamilie in der Pflanzenfamilie der Fuchsschwanzgewächse (Amaranthaceae).

## Beschreibung

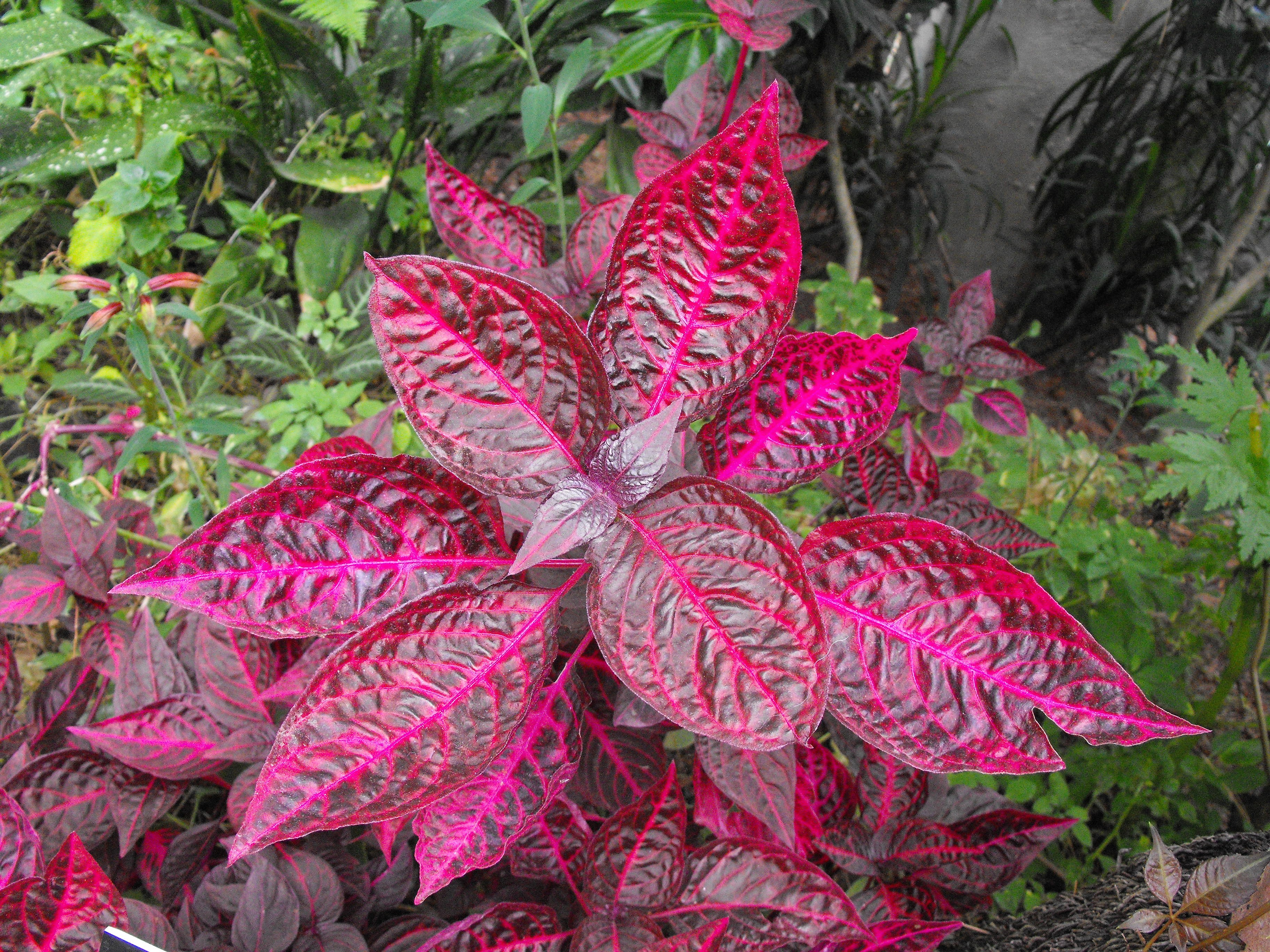
Iresine lindenii, Cladus Iresinoids

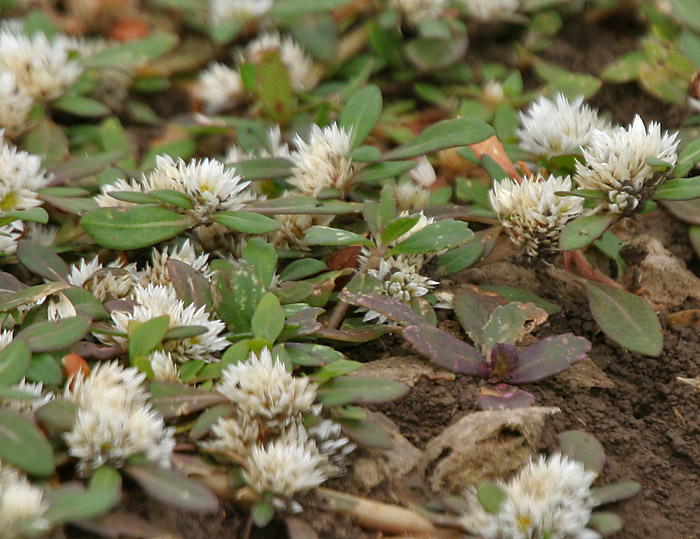
Alternanthera caracasana, Cladus Alternantheroids

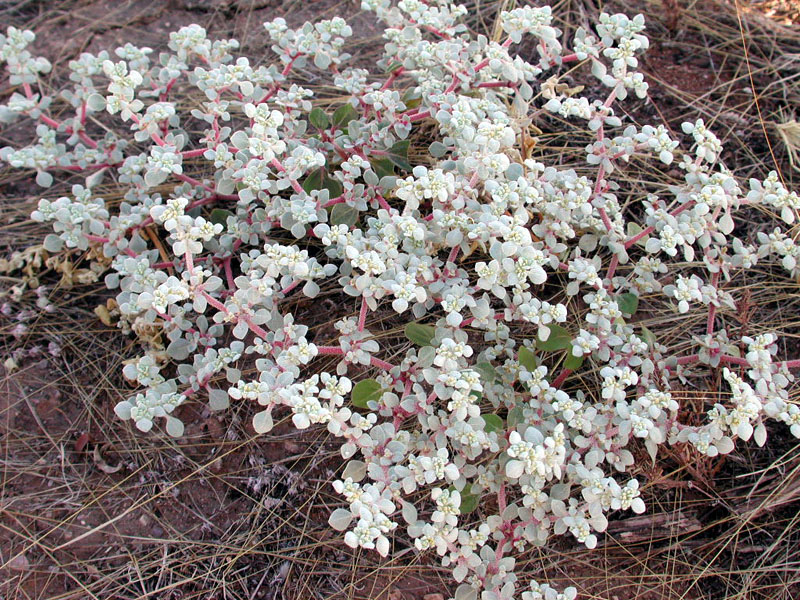
Tidestromia lanuginosa, Cladus Alternantheroids

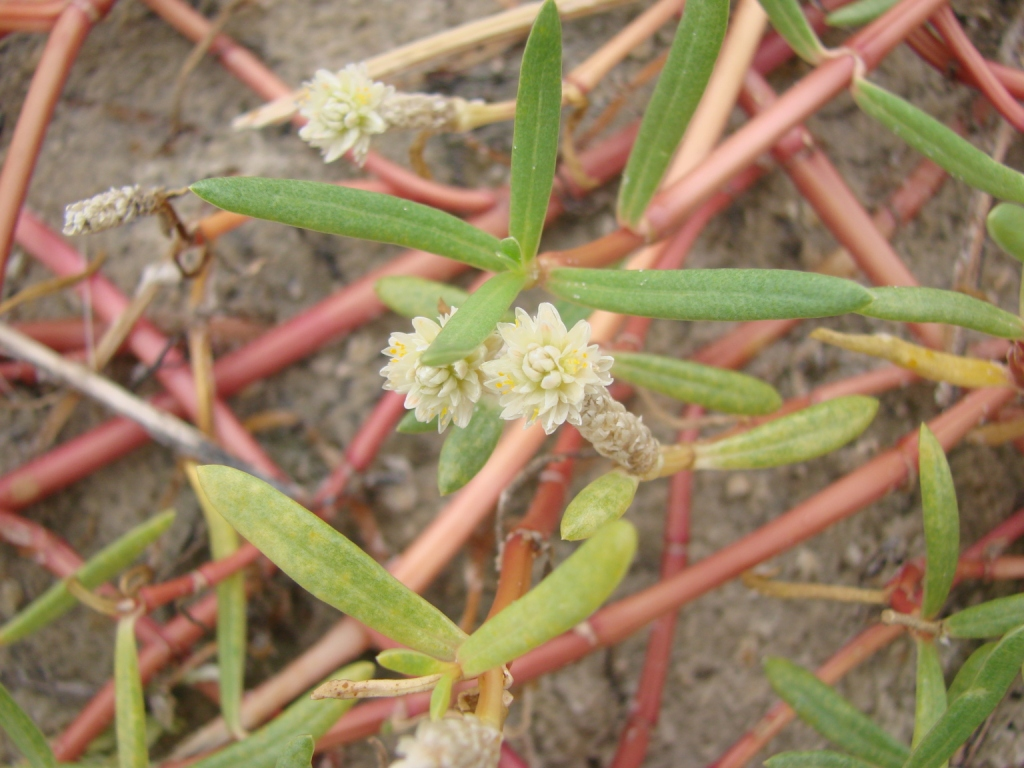
Blutaparon portulacoides, Cladus Gomphrenoids

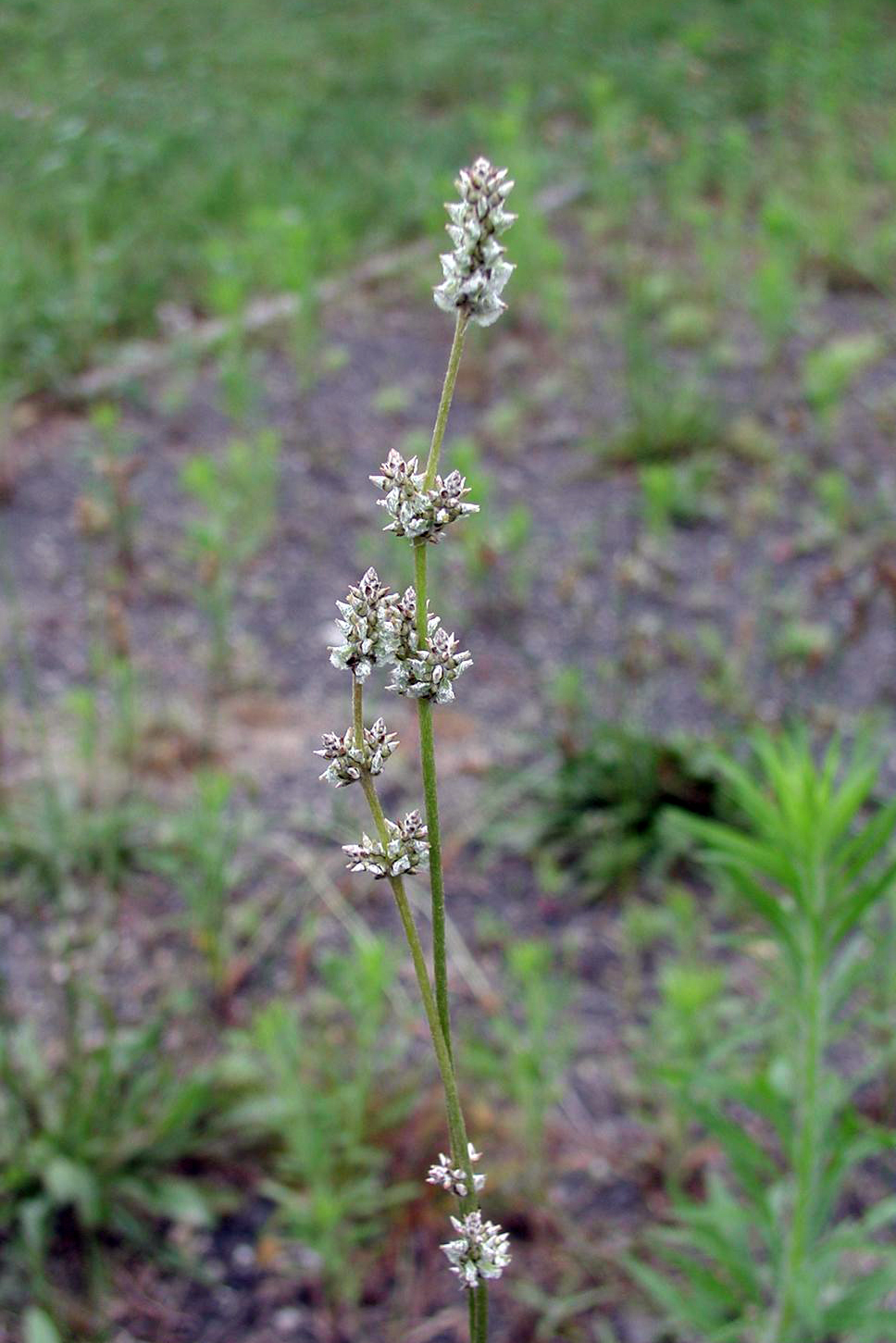
Froelichia gracilis, Cladus Gomphrenoids

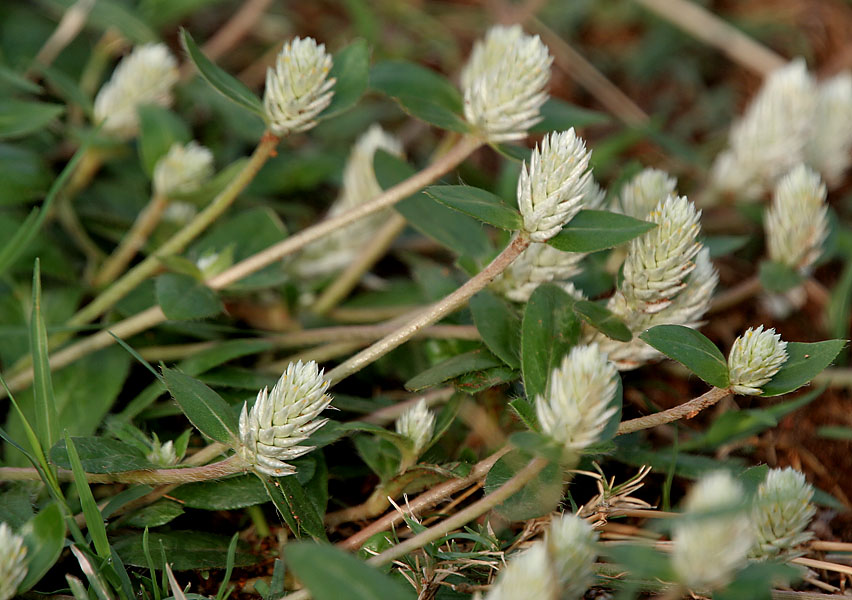
Gomphrena serrata, Cladus Gomphrenoids

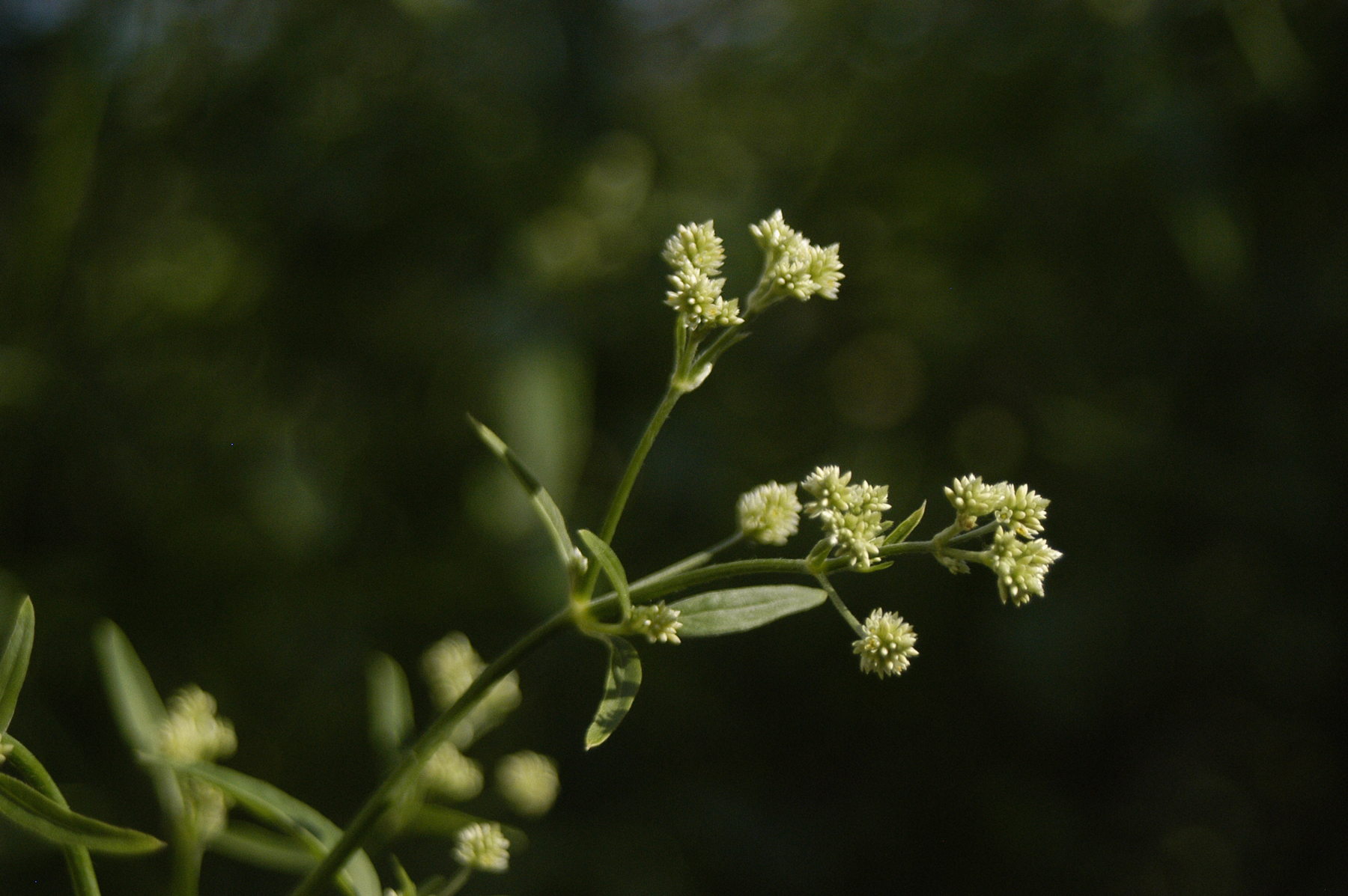
Pfaffia glomerata, Cladus Gomphrenoids

Kennzeichnend für die Gomphrenoideae sind Staubbeutel mit nur einer Theke und zwei Pollensäcken.

### Photosyntheseweg
Zu den Gomphrenoideae gehört eine große Zahl von Arten mit C4-Photosynthese.

## Vorkommen
Das Zentrum der Artenvielfalt liegt in Zentralamerika, Mexiko und den Trockenwäldern und Dornbuschsavannen von Südamerika.

## Systematik und Verbreitung
Die Unterfamilie Gomphrenoideae wurde 1893 von Hans Schinz in Engler und Prantl (Hrsg.): Die Natürlichen Pflanzenfamilien, Band 3, 1a, S. 97 aufgestellt.
Die Unterfamilie Gomphrenoideae bildet nach Sanchez Del-Pino et al. 2009 ein monophyletisches Taxon mit etwa 19 Gattungen und 300 bis 400 Arten. Die bisherige Gliederung in zwei Tribus (Gomphreneae und Pseudoplantageae) entspricht aber nicht den phylogenetischen Verhältnissen, stattdessen werden drei Kladen erkannt:
- Cladus Iresinoids (Schwestercladus der beiden anderen Claden):
  - Irenella Suess.: Es gibt nur eine Art:
    - Irenella chrysotricha Suess.: Sie gedeiht im Regenwald Ecuadors. Sie gehört nach phylogenetischen Untersuchungen zu Iresine.

  - Iresine P.Browne (Syn.: Dicraurus Hook. f.): Die etwa 45 Arten sind in Süd- und Nordamerika verbreitet.
  - Woehleria Griseb.: Es gibt nur eine Art:
    - Woehleria serpyllifolia Griseb.: Dieser Endemit kommt nur an Gebirgsküsten auf Kuba vor. Sie gehört nach phylogenetischen Untersuchungen zu Iresine.
- Cladus Alternantheroids:
  - Papageienblatt (Alternanthera Forssk., Syn.: Brandesia Mart.): Die 100 bis 200 Arten sind vor allem in der Neuen Welt verbreitet, auch in Afrika und Australien, beispielsweise:
    - Alligatorkraut (Alternanthera philoxeroides Griseb.): Es kommt von Trinidad bis zum nördlichen Argentinien vor.

  - Pedersonia Holub: Die etwa zehn Arten sind in der Neotropis verbreitet.[2]
  - Tidestromia Standl.: Die etwa sechs Arten gedeihen in den Wüsten des südlichen Nordamerika.
- Cladus Gomphrenoids:
  - Blutaparon Raf. (ehemals Philoxerus R.Br.): Die etwa fünf Arten gedeihen an den Küsten von Nord- und Mittelamerika, Westafrika, Mikronesien und Japan, beispielsweise:
    - Blutaparon rigidum (B.L.Rob. & Greenm.) Mears: Diese ausgestorbene Art war ein Endemit auf der Insel San Salvador, die zu den Galápagos-Inseln gehört.

  - Froelichia Moench (Syn.: Oplotheca Nutt.): Die etwa zwölf Arten sind in der Neuen Welt verbreitet.
  - Froelichiella R.E.Fr.: Es gibt nur eine Art:
    - Froelichiella grisea R.E.Fr.: Sie ist in Brasilien verbreitet.[2]

  - Kugelamarant (Gomphrena L., Syn.: Bragantia Vand.): Etwa 90 Arten sind in der Neuen Welt und etwa 30 Arten in Australien verbreitet. Diese Gattung ist polyphyletisch, so dass taxonomische Neugruppierungen zu erwarten sind. Hier eine Auswahl an Arten:
    - Niederliegender Kugelamarant (Gomphrena serrata L., Syn.: Gomphrena decumbens Jacq.)
    - Echter Kugelamarant (Gomphrena globosa L.)
    - Niedlicher Kugelamarant (Gomphrena pulchella Mart.)

  - Gossypianthus Hook.: Die nur zwei Arten kommen in Nord- bis Zentralamerika vor.[2]
  - Guilleminea Kunth (Syn.: Brayulinea Small): Die etwa fünf Arten kommen in Mittelamerika vor.[2]
  - Hebanthe Mart.: Die etwa sieben Arten sind in der Neotropis verbreitet.[2]
  - Hebanthodes Pedersen: Es gibt nur eine Art:
    - Hebanthodes peruviana Pedersen: Sie ist in Peru beheimatet.[2]

  - Lithophila Sw.: Von den nur drei Arten kommen zwei nur auf den Galápagos-Inseln und eine in der Karibik vor.[2]
  - Pfaffia Mart.: Die etwa 35 Arten sind in der Neotropis verbreitet.[2]
  - Pseudogomphrena R.E.Fr.: Es gibt nur eine Art:
    - Pseudogomphrena scandens R.E.Fr.: Sie ist in Brasilien verbreitet.[2]

  - Pseudoplantago Suess.: Es gibt nur zwei Arten:
    - Pseudoplantago bisteriliflora C.C.Towns.: Sie wurde 1988 aus Venezuela erstbeschrieben.
    - Pseudoplantago friesii Suess.: Sie kommt in Argentinien vor.

  - Quaternella Pedersen: Die etwa drei Arten sind in Südamerika verbreitet.[2]
  - Xerosiphon Turcz.: Die zwei bis drei Arten sind in Südamerika verbreitet.[2]

## Weiterführende Literatur
- Oluwatoyin T. Ogundipe, Mark Chase: Phylogenetic Analyses of Amaranthaceae Based on matK DNA Sequence Data with Emphasis on West African Species. In: Turkish Journal of Botany, Volume 33, 2009, S. 153–161. doi:10.3906/bot-0707-15 PDF.
- Rowan F. Sage, Tammy L. Sage, Robert W. Pearcy, Thomas Borsch: The taxonomic distribution of C4 photosynthesis in Amaranthaceae sensu stricto. In: American Journal of Botany, Volume 94, Issue 12, 2007, S. 1992–2003. doi:10.3732/ajb.94.12.1992 PDF.